# Volkswagen ARVW
El ARVW (del inglés Investigación Aerodinámica de Volkswagen) es un automóvil conceptual construido por Volkswagen a finales de 1970 especialmente con el objeto de investigar la aerodinámica por la empresa Volkswagen para trazar una correlación entre la forma de la carrocería del vehículo y el consumo de combustible a alta velocidad. Se utilizó un motor turbodiesel de seis cilindros y una caja de cambios regular mientras el cuerpo se hizo a partir de aluminio y materiales compuestos. En 1980 fue el automóvil más rápido de diésel en el mundo, alcanzando la velocidad máxima de 362,07 kilómetros/h.

## Detalles técnicos
Fue diseñado por Ulrich Seiffer. El motor fue tomado de un camión y potenciado por un turbodiesel con un intercooler especial que rociaba agua directamente sobre el agua entrante, lo que resultó en una técnica muy sencilla, efectiva y económica para enfriar el motor y que fue rápidamente adaptado para otros vehículos. Debido a sus dimensiones, la suspensión frontal era en "A" con barra de torsión y la posterior tenía muelles helicoidales. Alcanzó varios récords de velocidad, si bien fueron de forma ocasional.